# René-Jacques Mortemart de Boisse
René-Jacques Mortemart de Boisse, francoski general, * 1887, † 1977.